# Loi tendant à favoriser l'emploi par l'aménagement et la réduction conventionnels du temps de travail
Pour les articles homonymes, voir Loi Robien.
Lire en ligne

Lire en ligne sur Légifrance

La loi tendant à favoriser l'emploi par l'aménagement et la réduction conventionnels du temps de travail est une loi française de 1996 sur l'aménagement du temps de travail.

## Histoire
La loi Robien sur l'aménagement du temps de travail est une loi votée le 11 juin 1996, qui permettait aux entreprises de réduire le temps de travail de leurs salariés, soit pour effectuer de nouvelles embauches, soit pour éviter un plan de licenciement. En contrepartie d'une embauche d'au moins 10 % de salariés (CDI), elles ont bénéficié (et bénéficient toujours[Quand ?]) d'un allègement des cotisations patronales de sécurité sociale.
Le passage de la réforme des 35 heures entraîne la non-reconduction des accords Robien,.